# Felice Napoleone Canevaro

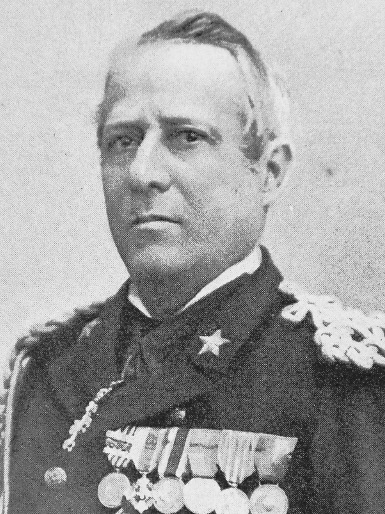
Felice Napoleone Canevaro

Felice Napoleone Canevaro, född 7 juli 1838 i Lima, död 30 december 1926 i Venedig, var en italiensk greve, amiral och politiker. 
Canevaro var 1897 överbefälhavare för makternas förenade krigsfartyg utanför Kreta. Han var 1898 marinminister i Antonio di Rudinìs ministär och 1898–99 utrikesminister i Luigi Pelloux ministär.